# جشنواره گوشت سگ و سرخالو
جشنواره گوشت سگ و سرخالو (یا جشنواره گوشت سگ یولاین) یک جشن سالانه است که در یولاین، گوانگشی، چین، در طی روزهای انقلاب تابستانی برگزار می‌شود که در آن حاضرین و رهگذران گوشت سگ و سرخالو می‌خورند. این جشنواره در سال ۲۰۰۹ آغاز شد و در حدود ده روز طول می‌کشد که بنا بر گزارش‌ها، طی آن هزاران سگ کشته و خورده می‌شوند. این جشنواره انتقادات زیادی در داخل و خارج چین در پی داشته‌است.

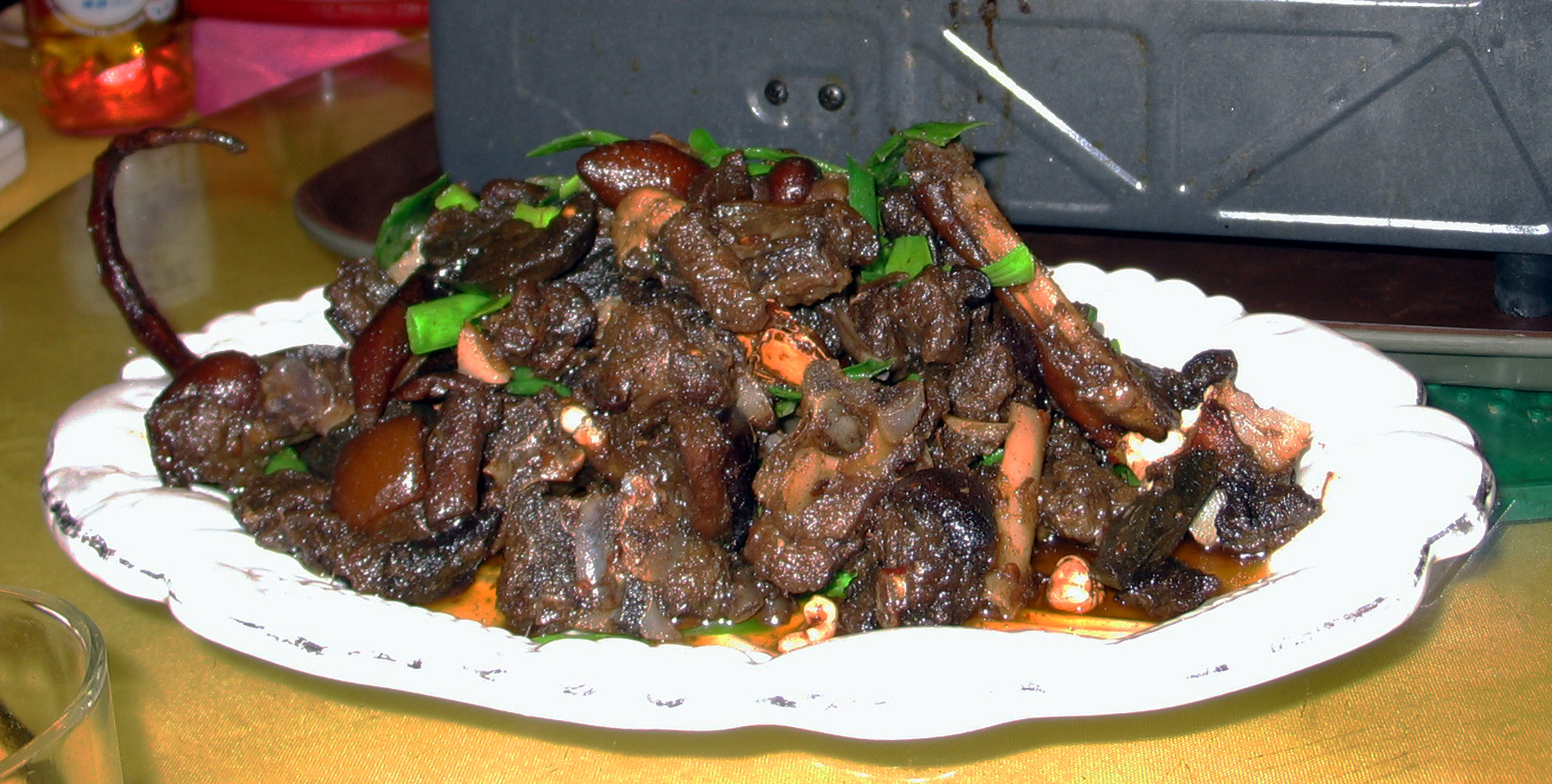
گوشت پخته شدهٔ سگ

## پیش زمینه
این جشنواره همه ساله در یولیان، گوانگشی، چین، در فصل تابستان، در ژوئن، با خوردن گوشت سگ و سرخالو برگزار می‌شود. در اوایل، گزارش شده که هر ساله نزدیک به ۱۰٬۰۰۰ سگ در این جشنواره کشته و مصرف شده‌اند. تخمین زده می‌شود که این تعداد در سال ۲۰۱۵ به ۱٬۰۰۰ سگ کاهش یافته باشد، گرچه این تعداد بر اساس حدس و گمان است و میزان دقیق سگ‌های کشته شده در این مراسم مشخص نیست. در طول ۱۰ روز برگزاری جشن، سگ‌ها را در قفس‌های چوبی و فلزی بسیار کوچک نگه می‌دارند و در آن، آن‌ها را حمل می‌کنند و این سبب عدم فعالیت طبیعی و عدم فضای کافی برای ایستادگی آن‌ها روی پایشان می‌شود. سگ‌ها با فشار زیاد در قفس به صورت متراکم نگه داشته می‌شوند و این حالت موجب خفگی آن‌ها می‌شود. سپس سگ‌ها در مناقصه به بالاترین پیشنهاد دهنده فروخته می‌شوند و مورد شکنجه قرار می‌گیرند، ذبح می‌شوند و در نهایت برای مصرف شرکت‌کنندگان جشنواره پخته می‌شوند.

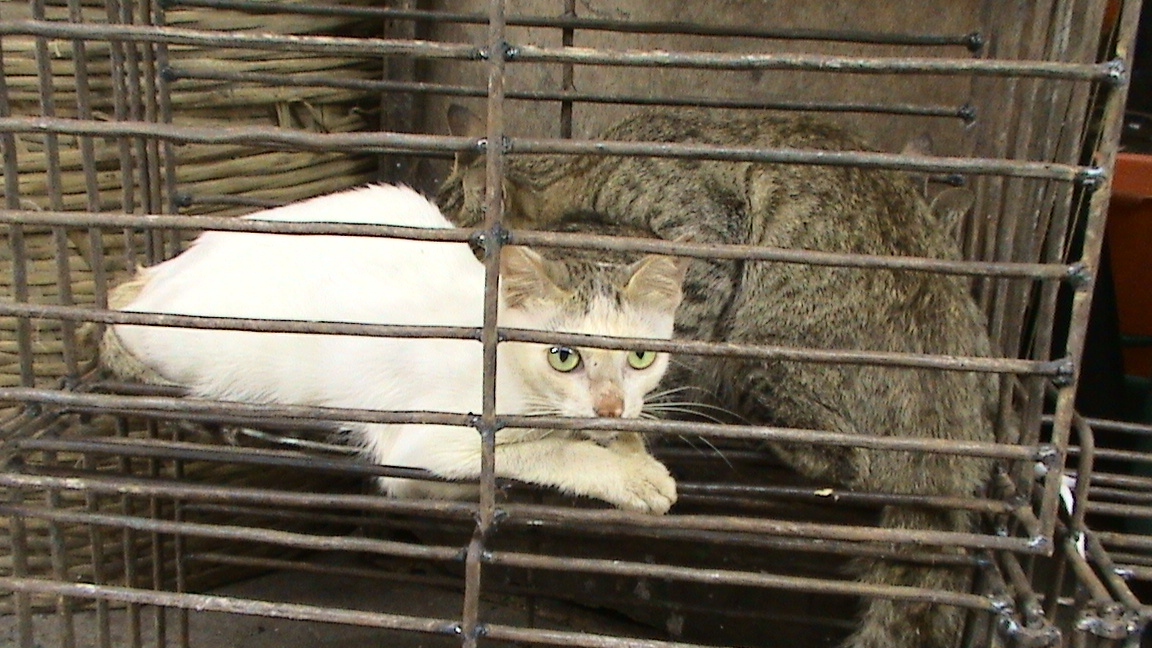
نگه‌داری گربه‌ها در قفس در یکی از بازارهای جنوب شرقی آسیا که برای مصرف انسان در نظر گرفته شده‌اند (۲۰۰۹ میلادی).

## نگرانی‌ها

### ستم به حیوانات
برگزارکنندگان جشنواره ادعا می‌کنند که سگ‌ها به‌صورت انسانی کشته می‌شوند و همچنین «خوردن سگ هیچ تفاوتی با خوردن گوشت خوک یا گوشت گاو ندارد». با این حال، فعالان و مبارزین حقوق حیوانات می‌گویند که در این مراسم با حیوانات بی رحمانه رفتار می‌شود. برخی رسانه‌ها از جمله تبلویدها می‌گویند که سگ‌ها برای بهبود طعم گوشت خود عمداً مورد شکنجه قرار می‌گیرند یا زنده زنده جوشانده می‌شوند. طب سنتی چینی، یک عقیدهٔ فرهنگی دارد که طبق این عقیده «هرچه حیوان بیشتر رنج ببرد، گوشت آن بهتر می‌شود و اهداف دارویی بیشتری خواهد داشت و سودمندتر خواهد بود». شیوه‌های TCM (طب سنتی چینی) برای افراد محلی در سراسر چین روش‌هایی شناخته شده می‌باشد و آن‌ها از این شیوه‌ها بهره می‌برند از آن‌جا که داروهای مصرفی آن‌ها از شکار و شکنجهٔ صدها گونه حیوان به وجود می‌آید و کشتن حیوانات همراه با شکنجه را سبب افزایش خواص درمانی گوشت آن‌ها می‌دانند.

### سرقت سگ‌ها
در طی سال‌ها تحقیق و بررسی به نظر می‌رسد بسیاری از سگ‌های خورده شده، حیوانات خانگی هستند که آن‌ها را از روستاهای محلی به سرقت می‌برند، این قضاوت توسط قلاده‌های آن‌ها و به وسیلهٔ اعضای خانواده‌ای که حیوانات خانگی خود را شناخته‌اند صورت می‌گیرد.
با وجود این باور شایع که سگ‌های مصرف شده در این جشنواره در مزارع سگ پرورش داده می‌شوند، تخمین زده می‌شود که در چین هیچ گونه پرورش سگ برای گوشت در مقیاس بزرگ وجود ندارد. طبق بررسی و مطالعه‌ای که توسط بنیاد حیوانات آسیا (AAF) انجام شده بیشتر سگ‌هایی که کشته و مصرف می‌شوند سگ‌های ولگرد یا حیوانات خانگی دزدیده شده هستند. تقریباً ۷۰٪ از روستاهای چین که در این تحقیق مورد مطالعه قرار گرفته‌اند «سگ گمشده» دارند.

## تطابق با قانون
با وجود اظهارات رسمی مبنی بر فروش گوشت سگ به عنوان غذای خلاف قانون ایمنی مواد غذایی جمهوری خلق چین، این جشنواره هر سال برگزار می‌شود. براساس قانون پیشگیری از بیماری همه‌گیر حیوانات در جمهوری خلق چین (اصلاح شده در سال ۲۰۱۳)، سگ‌ها باید واکسینه شوند. با این حال، سگ‌های غذایی معمولاً واکسینه نمی‌شوند، بنابراین برای حمل و نقل یا فروش غیرقانونی هستند.

## واکنش‌ها

### داخلی
در سال ۲۰۱۶، ۱٬۰۰۰ سگ از این جشنواره نجات یافتند. یک هفته پیش از مراسم ۳۴ حیوان (۲۱ سگ، هشت توله سگ، پنج گربه و بچه گربه) از یک مرکز کشتارگاه در یولیان توسط جامعهٔ بین‌المللی انسانی (HSI) نجات یافتند. ۱٬۰۰۰ سگ دیگر در سال ۲۰۱۷ توسط فعالان چینی نجات یافتند.
میلیون‌ها چینی در سال ۲۰۱۶ از پیشنهاد قانونی توسط ژن شیائو، نمایندهٔ کنگره ملی خلق چین، برای ممنوعیت تجارت گوشت سگ حمایت کرده و به آن رای دادند. در همان سال طوماری در چین با ۱۱ میلیون امضا که خواستار پایان جشنواره شده بود به دفاتر دولتی یولیان در پکن ارائه گردید. همچنین گزارش‌های سال‌های ۲۰۱۴ و ۲۰۱۶ حاکی از آن است که بیشتر چینی‌ها هم از نظر اعتقادی و هم از نظر عملی با این جشنواره مخالفت می‌کنند. افراد نامدار چینی همچون فن بینگ‌بینگ، چن کوئن، سون لی و یانگ می نیز به صورت علنی از برگزاری این رویداد ابراز نگرانی کرده‌اند و ناراحتی خود را نشان داده‌اند.
در سال ۲۰۱۷، بیش از ۱۳۰۰ سگ توسط فعالان نجات یافتند. پس از واژگونی، کامیون حامل سگ‌ها مسدود شد. پلیس تأیید کرد که بیشتر سگ‌ها دزدیده شده‌اند و اجازهٔ مصرف آن‌ها داده نمی‌شود و به داوطلبان اجازه می‌دهد سگ‌ها را نجات دهند. ۴۰٪ سگ‌ها نیز دارای بیماری عفونی بودند.

#### رسانه‌های دولتی
در بیانیه‌ای که در خبرگزاری شین‌هوآ منتشر شده دولت محلی یولیان هرگونه مشارکت رسمی یا تأیید این جشنواره توسط خودش را رد می‌کند و این رویداد را به عنوان یک مراسم سنتی محلی که توسط «درصد کمی از ساکنان یولیان» انجام می‌گیرد، توصیف می‌کند. آن‌ها تجارت صورت گرفته در این رویداد را به مشاغل محلی و ساکنان نسبت می‌دهند.
مقالهٔ منتشر شده در روزنامهٔ خلق با بیان این دیدگاه که در حالی که فعالان حقوق حیوانات سگ‌ها را به عنوان «حیوانات همراه» می‌شناسند، در حالی که نه سیستم حقوقی چین و نه مردم فعلی چین آن‌ها را با این وضعیت ویژه نمی‌شناسند. نویسنده ضمن اشاره به «دوگانگی» سگ‌ها به عنوان همراه و مواد غذایی، در این نوشته خواستار خویشتن‌داری در رابطه با این مسئله شده و خواستار تماس و مصاحبت متقابل از طرف سازمان دهندگان مراسم و فعالان در رسیدن به یک توافق محترمانه شده‌است.
رسانهٔ huanqiu.com (گلوبال تایم چین) مقاله‌ای در مورد دخالت غربی‌ها در مورد یک رویداد محلی چینی نوشته و در آن به گاوبازی در غرب اشاره کرده و گفت که غربی‌ها چشم خود را بر روی ستمی که بر حیوانات در این مراسم‌ها می‌شود بسته‌اند. این رسانه جنجال‌های ایجاد شده پیرامون این مراسم را در راستای نبرد غرب علیه چین دانسته و آن را بخشی از این نبرد می‌داند.

### کمپین‌های رسانه‌ای
کمپین‌ها تأثیر زیادی در گسترش آگاهی از این جشنواره در سراسر جهان داشته‌اند. بسیاری از فعالان و چهره‌های عمومی به توییتر، فیس‌بوک و اینستاگرام رفته و هشتگ‌هایی نظیر notodogmeat# stopyulinforever#، #stopyulin2015، #stopyulin2016، و اخیراً #stopyulin2020 را برای انتشار این کلمه ساخته‌اند. با توجه به فعالیت‌های رسانه‌های اجتماعی در داخل و خارج از چین، ظاهراً تعداد سگ‌های ذبح شده از سال ۲۰۱۳ به این سو به هزار قلاده در سال ۲۰۱۶ کاهش یافته‌است، اگرچه این جشنواره هنوز در سال ۲۰۲۰ نیز برگزار شده‌است.